# محاولة اغتيال البابا يوحنا بولس الثاني
وقعت محاولة اغتيال البابا يوحنا بولس الثاني يوم الأربعاء 13 مايو 1981 في ميدان القديس بطرس في الفاتيكان. أصيب البابا بطلق ناري من قبل محمد علي أغجا أثناء دخوله الميدان. تلقى البابا أربع طلقات وعانى من نزف دم حاد. أُلقي القبض على أغجا في الحال وحكمت عليه المحكمة الإيطالية فيما بعد بالسجن مدى الحياة. وفي وقت لاحق، سامح البابا أغجا لمحاولة اغتياله. عفا عنه الرئيس الإيطالي كارلو أزيليو تشامبي بناءً على طلب البابا، وجرى ترحيله إلى تركيا في يونيو 2000.

## محاولة الاغتيال
في عام 1979 ذكرت صحيفة نيويورك تايمز أن أغجا، الذي وصّفته «بالقاتل المعترف شخصيًا بجريمة قتل صحفي من إسطنبول (عبدي إيبكتشي، رئيس تحرير صحيفة ملليت التركية)» قد وصف البابا بأنه «الزعيم المقنع للحملات الصليبية» وهدد بإطلاق النار عليه إذا لم يلغ زيارته المقررة لتركيا التي حدثت في أواخر نوفمبر 1979. ذكرت الصحيفة أيضًا (في 28 نوفمبر 1979) أن عملية القتل ستكون انتقامًا للهجوم الذي كان مستمرًا آنذاك على المسجد الحرام في مكة والذي كان قد بدأ في 20 نوفمبر ملقيًا باللائمة على أمريكا أو إسرائيل.
ابتداء من أغسطس 1980، بدأ أغجا تحت الاسم المستعار، فيلبيري، بعبور منطقة البحر الأبيض المتوسط مغيرًا جوازات السفر والهويات؛ ربما لإخفاء نقطة انطلاقه في صوفيا، بلغاريا. دخل روما في 10 مايو 1981، قادمًا بالقطار من ميلانو. ووفقًا لشهادة أغجا في وقت لاحق، التقى بثلاثة متواطئين في روما، أحدهم زميل تركي واثنان بلغاريان، بقيادة زيلو فاسيليف، الملحق العسكري البلغاري في إيطاليا. وقال إنه كُلف بهذه المهمة من قِبل رجل المافيا التركي بيكير تشيلينك الموجود في بلغاريا. ووفقا لما ذكره أغجا، فإن الخطة كانت تقتضي أن يطلق النار هو والرجل الاحتياطي -أورال تشيليك- على البابا في ميدان القديس بطرس والهروب إلى السفارة البلغارية في خضم الذعر الناجم عن إحداث تفجير صغير. 
في 13 مايو، جلسوا في الميدان يكتبون بطاقات بريدية منتظرين وصول البابا. وعندما مر البابا عبر حشد محب ومتحمس من الداعمين، أطلق أغجا أربع طلقات نارية في الساعة 17:17بمسدس نصف آلي من طراز براونينغ هاي باور عيار 9 ملم، وأصاب البابا بجروح بالغة. هرب من مكان الحادث حيث كان الحشد في حالة من الصدمة وتخلص من المسدس برميه تحت شاحنة، لكن رئيس الأمن الفاتيكاني الراهب كاميلو سيبين والعديد من الحاضرين أمسكوه ومنعوه من إطلاق المزيد من النار أو الهروب، وألقي القبض عليه. أصابت أربع الرصاصات يوحنا بولس الثاني؛ استقرت اثنتان في أمعائه السفلى بينما أصابت الرصاصتان الأخريان سبابته اليسرى وذراعه الأيمن وجرحتا أيضًا اثنين من المارة: إذ أصيبت آن أودري -من بوفالو بنيويورك- في صدرها، وأصيبت روز هول بجروح طفيفة في ذراعها. حل الذعر بتشيليك وفرَّ دون تفعيل قنبلته أو إطلاق النار.

## فترة سجن أغجا
في يوليو 1981، حكم على أغجا بالسجن مدى الحياة لمحاولة الاغتيال، لكن الرئيس الإيطالي كارلو أزيجليو سيامبي عفا عنه في يونيو 2000 بناءً على طلب البابا. ثم جرى تسليمه إلى تركيا حيث سجن بتهمة القتل للصحفي اليساري عبدي إيبكتشي عام 1979 وعمليتي سطو مصرفيتين نفذتا في سبعينيات القرن الماضي. وعلى الرغم من المناشدات بالإفراج المبكر عنه في نوفمبر 2004، أعلنت محكمة تركية أنه لن يكون مؤهلًا للإفراج حتى عام 2010. ومع ذلك، أطلق سراحه بشكل مشروط في 12 يناير 2006 . بيد أنه في 20 يناير 2006، قضت المحكمة العليا التركية بعدم إمكانية خصم مدة قضائه في إيطاليا من عقوبته التركية وأعيد إلى السجن. أطلق سراح أغجا في 18 يناير 2010، بعد أن أمضى قرابة 29 عامًا وراء القضبان.

## العلاقة مع البابا يوحنا بولس الثاني
في أعقاب إطلاق النار، خاطب البابا يوحنا بولس الثاني الناس قائلًا «صلوا من أجل أخي (أغجا).. الذي سامحته بصدق وإخلاص». في 1983، التقى هو وأغجا وتحدثا على انفراد في سجن ربيبيا في روما، حيث كان أغجا محتجزًا. وتفيد التقارير بأن أغجا قد قبّل خاتم البابا في ختام زيارته؛ ظن البعض خطأ أن البابا كان يسمع اعتراف أغجا. كان البابا على اتصال بعائلة أغجا على مر السنين، إذ التقى بوالدته في عام 1987 وشقيقه، مؤذن أغجا، بعد عقد من الزمان.
رغم أن أغجا قد اقتُبس عنه قوله «بالنسبة لي كان البابا تجسيدًا لكل ما هو رأسمالي» ومحاولة قتله للبابا، فقد طوّر علاقة صداقة معه. وفي أوائل فبراير 2005، أثناء مرض البابا، بعث أغجا برسالة إلى البابا يتمنى له الشفاء والصحة.

## دوافع محاولة الاغتيال
ثمة العديد من النظريات حول محاولة الاغتيال. رُوج لإحداها في البداية في وسائل الإعلام الأمريكية وأيدها مايكل ليدين وكلير ستيرلينغ وآخرون بقوة منذ أوائل الثمانينيات، وتدعو النظرية إلى أن محاولة الاغتيال قد نشأت من موسكو، وأن لجنة أمن الدولة (كي جي بي) أصدرت تعليمات إلى الدوائر السرية البلغارية والألمانية الشرقية للقيام بالمهمة. وزُعم أن جهاز المخابرات البلغاري تلقى التعليمات من الكي جي بي لاغتيال البابا بسبب دعمه لحركة تضامن بولندا باعتبارها أحد أهم التهديدات للهيمنة السوفياتية في أوروبا الشرقية. نعوم تشومسكي إلى جانب إدوارد هيرمان وصّفا الأمر بالمقابل بأنه انتشار «للمعلومات المضللة كأخبار» في كتابهما تصنيع الموافقة (1988).  كما يذكران، لم يوجد أي دليل يدعم هذا الادعاء، في حين أن فولفغانغ آختنر أشتنر من صحيفة ذي إندبندنت  لقبها «كواحدة من أنجح حالات التضليل الإعلامي وهي بالتأكيد أكثرها إشهارًا».
أدلى أغجا نفسه بتصريحات متضاربة متعددة بشأن الاغتيال في أوقات مختلفة. صرح المحامي أنطونيو ماريني: «لقد تلاعب بنا جميعا، وقال مئات الأكاذيب، وغير أقواله باستمرار مجبرًا إيانا على فتح عشرات التحقيقات المختلفة». في الأصل، ادعى أغجا أنه عضو في الجبهة الشعبية الماركسية لتحرير فلسطين، ولكنهم أنكروا أي روابط بينهم وبينه.